# Bag, Madžarska
Bag je vas na Madžarskem, ki upravno spada pod podregijo Aszódi Županije Pešta.